# Cray Wanderers Football Club
Il Cray Wanderers Football Club è una società calcistica inglese con sede a Bromley, sobborgo di Londra. Milita nella Isthmian League Division One North. 
Fondato nel 1860 da un gruppo di lavoratori che erano impiegati nella costruzione di una ferrovia tra Londra ed il Kent, viene considerato tra i club calcistici più antichi del mondo insieme all'Hallam e dopo lo Sheffield (costituito nel 1857).

## Palmarès

### Competizioni regionali
- Southern Counties East Football League: 4

1901-1902, 1980-1981, 2002-2003, 2003-2004
- London League: 2

1956-1957, 1957-1958
- Aetolian League: 1

1962-1963
- Spartan League: 2

1976-1977, 1977-1978
- Kent Senior Trophy: 2

1992-1993, 2003-2004
- Kent Amateur Cup: 4

1930-1931, 1962-1963, 1963-1964, 1964-1965
- Kent League Cup: 2

1983-1984, 2002-2003
- Isthmian League Division One South East: 1

2018-2019

### Altri piazzamenti
- Isthmian League:

Secondo posto: 2008-2009, 2019-2020
- London League:

Terzo posto: 1927-1928, 1958-1959
- Aetolian League:

Terzo posto: 1963-1964